# غملول كوتشي
غملول كوتشي (باللاتينية: Acantholimon kotschyi) نوع نباتي يتبع جنس الغملول من الفصيلة الرصاصية. سمي تكريما لعالم النبات تيودور كوتشي.

## الموئل والانتشار
موطنه تركيا وبلاد الشام.

## مرادفات للاسم العلمي
- (باللاتينية: Statice kotschyi Jaub. & Spach)